# Wilton Railroad
Die Wilton Railroad ist eine ehemalige Eisenbahngesellschaft in New Hampshire (Vereinigte Staaten). Sie wurde am 28. Dezember 1844 gegründet und baute eine die Nashua and Lowell Railroad verlängernde Strecke von Nashua nach Wilton. Die Strecke wurde abschnittsweise von 1848 bis 1851 eröffnet. Die Streckenlänge beträgt bis zu dieser Station etwa 25 Kilometer. Ursprünglich war geplant, die Strecke bis Marlow zu verlängern, was jedoch nicht ausgeführt wurde. Später baute die Peterborough Railroad einen Teil dieser geplanten Strecke. 
Ab der Eröffnung der Gesamtstrecke Nashua–Wilton oblag die Betriebsführung der Nashua&Lowell, mit der am 1. April 1854 ein Vertrag über den gemeinsamen Betrieb geschlossen wurde. Am 1. April 1873 pachtete die Nashua and Lowell schließlich die Bahngesellschaft. Der Vertrag ging am 1. Oktober 1880 auf die Boston and Lowell Railroad und im April 1887 auf die Boston and Maine Railroad über. Heute gehört die Strecke den Pan Am Railways. Zwischen Milford und Wilton besteht ein Mitbenutzungsrecht durch die Milford-Bennington Railroad.